# Bascarrhinus plathanon
Bascarrhinus plathanon är en insektsart som beskrevs av Kramer 1966. Bascarrhinus plathanon ingår i släktet Bascarrhinus och familjen dvärgstritar. Inga underarter finns listade i Catalogue of Life.